# Thibodaux
Thibodaux é uma cidade localizada no estado americano de Luisiana, na Paróquia de Lafourche.

## Demografia
Segundo o censo americano de 2000, a sua população era de 14.431 habitantes.
Em 2006, foi estimada uma população de 14.510, um aumento de 79 (0.5%).

## Geografia
De acordo com o United States Census Bureau tem uma área de
14,2 km², dos quais 14,2 km² cobertos por terra e 0,0 km² cobertos por água. Thibodaux localiza-se a aproximadamente 4 m acima do nível do mar.

## Localidades na vizinhança
O diagrama seguinte representa as localidades num raio de 20 km ao redor de Thibodaux.